# Paralacydes minorata
Paralacydes minorata är en fjärilsart som beskrevs av Emilio Berio 1935. Paralacydes minorata ingår i släktet Paralacydes och familjen björnspinnare. Inga underarter finns listade i Catalogue of Life.